# Die Familien Zwirn, Knieriem und Leim
Die Familien Zwirn, Knieriem und Leim oder Der Welt-Untergangs-Tag ist ein von Johann Nestroy verfasstes Zauberspiel des Alt-Wiener Volkstheaters. Es wurde am 5. November 1834 in Wien als Benefizvorstellung für Marie Weiler, die Lebensgefährtin des Autors, uraufgeführt. Das Stück ist die Fortsetzung von Nestroys Der böse Geist Lumpazivagabundus (1833).

## Inhalt
Jukundus, der Sohn von Hilaris und Brillantine, ist ein leichtsinniger junger Mann, den Stellaris durch die Fee Konstanze heilen lassen will. Diese weigert sich, da sie längst mit Lumpazivagabundus verlobt ist, weil Torheit und Laster viel beständiger seien als die Liebe. Stellaris fällt den Urteilsspruch: Wenn die Kinder der drei Wandergesellen Zwirn, Knieriem und Leim so liederlich geworden sind, wie ihre Väter einst waren, dann hat Lumpazivagabundus gesiegt; wenn sie aber zu braven Menschen wurden, dann muss er auf Jukundus und seine Beziehung zu Konstanze verzichten, die wieder der Tugend zu dienen habe. Lumpazivagabundus ist sehr zufrieden damit:
„Die Bedingung muß ich mir g'fallen lassen, und ich kann's auch sehr leicht, denn daß diese Kinder nicht viel wert sein, darauf parier' ich ungeschaut, was einer will.“ (Erster Akt, dritte Szene)
Leim ist ein hochmütiger Privatier geworden, seine Peppi eine tratschsüchtige, eitle Frau; Hobelmann ist affektiert, weil seine Familie so reich ist; Zwirn, inzwischen Witwer geworden, hat sein Wanderleben wieder aufgenommen und ist noch tiefer gesunken; Knieriem ist ein Säufer geblieben und tyrannisiert seine hilflose Gattin. Zwirns Tochter Therese, von Leim unfreiwillig als Patenkind übernommen, wird wie ein Dienstbote behandelt; die beiden eigenen Kinder Friedrich und Sophie können ihr nicht helfen, obwohl Friedrich in Therese verliebt ist – gegen diese „Mesalliance“ wettert besonders der dünkelhafte Hobelmann. Als der Chirurgus Stiefel Therese zur Frau begehrt, ist das Ehepaar Leim sofort einverstanden, um das Mädchen aus dem Haus zu bekommen. Friedrich und Sophie sollen nämlich Mathilde und Karl, die Kinder Stoppelbachs heiraten, deren „vornehme“ Familie allerdings total verschuldet ist und sich durch diese Ehen sanieren will. Zur Frage der Mitgift verkündet Stoppelbach:
„Mein Sohn bekommt für jetzt, da ich mit meinen Geldern noch nicht ganz rangiert bin, nichts; meine Tochter hingegen bekommt vorderhand keine Aussteuer, bis ich meine Vermögensumstände vollständig werde geordnet haben.“ (Erster Akt, vierzigste Szene)
Zwirn wird beim Quacksalber Paracelsus Gehilfe und beginnt bald selbst zu kurieren. So redet er Hobelmann wegen dessen Podagra ein, nur ein von einer Jungfrau in der Nacht geholtes „stilles“ Quellwasser könne ihn heilen. Knieriem säuft im Wirtshaus und behauptet, der Weltuntergang stehe direkt bevor, was seine Saufkumpane auch glauben. Sein braver Sohn Gottfried, der bei Leim Tischlergeselle ist und Sophie liebt, unterstützt seine Mutter so gut er kann.
Da Therese Stiefel keineswegs zum Gatten nehmen will, wird sie weggejagt. Stoppelbach schreibt an einen Freund, wie sehr er die Leims auszunutzen gedenke, Karl und Mathilde lassen durch den Diener Stephan Liebesbriefe an ihre Amouren in die Stadt bringen, der aber übergibt sie Gottfried. Da der versprochene Weltuntergang doch nicht kommt, wird Knieriem im Wirtshaus gründlich verdroschen. Therese holt trotz eines schrecklichen Unwetters in der Nacht das Quellwasser für Hobelmanns Heilung. Leim hat inzwischen von Gottfried die verräterischen Briefe bekommen und wirft die Schmarotzer hinaus. Geläutert durch Thereses Aufopferung und die wahre Liebe seiner Kinder, ist Leim nun mit den richtigen Verbindungen einverstanden. Damit ist Stellaris' Bedingung erfüllt und Lumpazivagabundus muss geschlagen abziehen. Nur Knieriem ist enttäuscht:
„Der Komet war nicht pünktlich, ich schau' wie a Narr,
Vielleicht is er schläfrig und schlaft tausend Jahr'.
Auf d'Astronomie hab' ich izt einen Zorn,
Und das bloß aus dem Grund, weil ich prügelt bin wor'n.“ (Zweiter Akt, Schlussgesang)

## Werksgeschichte
Eine Quelle Nestroys für die Liebesgeschichte zwischen Therese und Friedrich war die Novelle Das stille Wasser aus Carl Weisflogs Novellensammlung Phantasiestücke und Historien (Band X, 1828). Aus der bösen Stiefmutter des Originals machte Nestroy die klatschsüchtige Frau Peppi Leim, aus dem dämonischen Ladendiener Habakuk den komischen Chirurgus Stiefel, die Familie Muschel wurde zu den im damaligen Volksstück häufig vorkommenden pleitegegangenen und sich durch eine Hochzeit sanieren wollenden Intriganten. Die Romantik der Novelle hat Nestroy weggelassen, dafür die Entlarvung der Familie Stoppelbach drastisch und bühnenwirksam ausgebaut. Während bei Weisflog die Heilkraft des „stillen Wassers“ als bekannt vorausgesetzt wurde, mussten in Nestroys Stück Paracelsus – den er allerdings nur kurz vorkommen ließ – und sein Gehilfe Zwirn mit einer langatmigen Erklärung eingebaut werden.
Aus der nicht aufgeführten Posse Genius, Schuster und Marqueur hat Nestroy die Wirtshausszene  (I. Act, 12te Scene) und Pechbergers Slibowitz-Lied (I. Act, 13te Scene) nahezu textgleich für die Wirtshausszene (1. Akt, 20. bis 23. Szene) und Knieriems Slibowitz-Lied (1. Akt, 19. Szene) dieses Stückes übernommen. Der phlegmatische Schicksalskönig Fatum hat sein Gegenstück in der Fee Vergangenheit aus der Zauberposse Die Zauberreise in die Ritterzeit.
Johann Nestroy spielte wiederum den Knieriem, ebenso Wenzel Scholz den Zwirn, Ignaz Stahl den Herrn von Hobelmann, Friedrich Hopp den Paracelsus, Eleonore Condorussi die Madame Leim, Marie Weiler die Sophie.
Ein Originalmanuskript ist erhalten, die Originalpartitur von Adolf Müller in der Musiksammlung, das Theatermanuskript des Carltheaters in der Handschriftensammlung der Österreichischen Nationalbibliothek.
Karl Kraus hat das Entree des Knieriem („Herr Wirt, ein' saubern Slibowitz“) in das Programm seiner Vorlesungen aufgenommen. Es ist abgedruckt in der Sammlung Lyrik der Deutschen.

## Zeitgenössische Kritik
Die zeitgenössischen Beurteilungen waren unterschiedlich, sie reichten von vorsichtig lobend bis ziemlich abfällig, die Darsteller, besonders Nestroy und Scholz, erhielten allerdings sehr viel Lob.
In der Nestroy stets gewogenen Wiener Theaterzeitung von Adolf Bäuerle stand am 8. November 1834 (Jg. 27, Nr. 223, S. 893):
„Herr Nestroy hat die schwierige Aufgabe, die Fortsetzung einer mit ungewöhnlich glücklichen Erfolge aufgenommenen Posse zu liefern, mit Glück gelöst. […] Erfindung und Zusammensetzung dieses Werkes ist zwar etwas lose und dasselbe entbehrt selbst in den beiden Hauptcharakteren des Schusters und des Schneiders jener scharfen Färbung, welche den ersten Teil bezeichnet, aber es fehlt nicht an drolligen Einfällen und Situationen […]“
Deutlich unfreundlicher war die Besprechung in der Wiener Zeitschrift für Kunst, Literatur, Theater und Mode vom 11. November (Nr. 135, S. 1080) ausgefallen:
„Die Erfindung der Fabel ist eben nicht glücklich noch neu und der Kontrast der sentimentalen Liebesszenen mit den burlesken Streichen Zwirns und Knieriems liefert weder ein gefälliges Bild, noch ist überhaupt eine Konsequenz in der Durchführung der Charaktere oder der Handlung zu bemerken; die Episoden sind durchaus abgenützt und mehrere in der Tat widerlich.“
Auch in dieser Kritik war das Lob für Nestroy und Scholz sehr groß, die anderen Schauspieler wurden zumindest positiv erwähnt.
Franz Wiest, Nestroys Gegner, schrieb im Sammler vom 22. November (Nr. 140, S. 562) eine widersprüchliche Rezension, er bemängelte, dass Zwirn und Knieriem keineswegs mit Ironie, sondern nur ohne tieferen Sinn platt ergötzlich dargestellt würden:
„Der glänzende, ich möchte sagen, pecuniär-reiche Erfolg, dessen sich Lumpacivagabundus als drastische Abnormität des Tages im Theater an der Wien erfreute, hat den Verfasser der früheren komischen Bagatelle veranlaßt, auf die lockere aber dankbare, in Situationen komische Grundbasis der drey komischen Charaktere ‚Zwirn, Knieriem und Leim‘ ein neues buntes Kartenhaus der Laune und sogenannter Späßigkeit emporzubauen.“
Dennoch zog Wiest den Schluss, dass das Stück gefallen und ein volles Haus gebracht habe.

## Spätere Interpretationen
Otto Rommel reiht dieses Werk in die Gruppe jener Zauberstücke ein, „in welchen Geister leitend und helfend in das Leben der Menschen eingreifen, so dass die Geisterszenen nur einen Rahmen für die Szenen aus dem realen Leben bilden“ (Zitat). Das Geisterwesen werde in dieser Gruppe von Besserungsstücken immer weiter zurückgedrängt. Das erkenne man an Die Zauberreise in die Ritterzeit (1832), Der Feenball (1833), Der böse Geist Lumpacivagabundus (1833), Müller, Kohlenbrenner und Sesseltrager (1834), Die Gleichheit der Jahre (1834) – manchmal als Nestroys erstes „zauberfreies“ Werk bezeichnet – und schließlich Die Familien Zwirn, Knieriem und Leim.
Franz H. Mautner nennt das Stück eines der schwächeren Werke Nestroys, betont aber gleichzeitig, dass in diesem realistischen Zauberspiel mit Knieriem „eine der gestalthaftesten und wohl unvergesslichsten Figuren in seinem Gesamtwerk“ (Zitat) auftritt. Besonders hebt er die Wirtshaus-Szene hervor, in der Knieriem und die drei Trinker vergeblich den für Schlag 10 Uhr prophezeiten Weltuntergang durch den Kometen erwarten – Knieriems Leitmotiv bereits im Lumpazivagabundus. In dieser Szene vereinige sich „dramatisch-rhythmische Darstellungskraft des Sprechgesanges mit Spannung und Witz zu einem bewegten Tableau voll großer Gestik und humoristischer Einprägsamkeit“ (Zitat).
Helmut Ahrens nimmt an, Nestroy habe nach den Niederlagen mit Der Zauberer Sulphurelectrimagneticophosphoratus und Müller, Kohlenbrenner und Sesseltrager sowie des schwachen Erfolges von Die Gleichheit der Jahre sicherheitshalber für das neue Stückes einen Hintergrund gewählt, der ihm erfolgversprechend scheine, nämlich die Fortsetzung des bejubelten Lumpazivagabundus. Nestroy suche zwar die Gunst des Publikums, wolle jedoch diesem keineswegs nur „ein Spiel voll Herz und Schmerz, Glück und Wonne präsentieren“ (Zitat), um sich anzubiedern. Dennoch, die Reaktion von Publikum und Kritik wären freundlich bis gnädig gewesen, wenn letztere auch einige Schwächen deutlich angesprochen hätten.
Friedrich Walla notiert, dass das Werk von der zeitgenössischen Kritik sichtlich unter seinem Wert beurteilt worden wäre. Man müsse Erfolg oder Misserfolg im Verhältnis zu anderen Stücken der damaligen Zeit sehen. Stücke anderer Autoren hatten zwischen 1832 und 1835 im Schnitt nicht viel mehr als fünf Aufführungen, Nestroy habe allein mit diesem Werk einen vielfachen Erfolg verzeichnet. Das eher abrupte Absetzen des Stücks nach dem 5. Jänner 1835 für rund eineinhalb Jahre sei auf Anordnung des Kaisers an die Polizei wegen angeblicher Unmoral verfügt worden. Am 7. April 1835 habe der Zensor, ein Herr Vogel, dem Polizeipräsidenten Graf Josef von Sedlnitzky allerdings eine Rechtfertigungsschrift übergeben, dass die Moral des Stückes die Aufgabe übernommen habe,
„[…] auf die nachteiligen und verderblichen Folgen einer ungeregelten Lebensweise aufmerksam zu machen und davor zu warnen […]“
Bei Siegfried Diehl wird darauf hingewiesen, dass sich in diesem Stück Nestroys „fundamentale Verzweiflungs-Dramaturgie“ besonders deutlich zeige. Die drei Protagonisten seien zwar äußerlich im Biedermeier-Alltag integriert, in Wahrheit jedoch unglücklicher als zuvor im Werk Lumpazivagabundus. Dies manifestiere sich deutlich in Knieriems Klage:
„Ich wollt', der Komet wär' nit aus'blieben vor zwanzig Jahr', so hätt' alles schon ein End'.“ (Zweiter Akt, fünfzehnte Szene)
Das in den alten Zauberkomödien so mächtige Schicksal, hier als Fatum personifiziert, erweise sich in dieser neuen Zeit nur mehr als
„ein eingeschlafener Onkel, ein unwissendes, faules, selbstgefälliges Monstrum, das sich sehr wundert über die Achtung, die ihm von allen Seiten zuteil wird, wo es doch nur schläft.“